# Melih Bulu
Melih Bulu (* 15. August 1970 in Kırıkkale) ist ein türkischer Akademiker und Kommunalpolitiker (AKP). Er lebt mit seiner Frau und seinem Sohn in Istanbul im Stadtteil Beykoz. Vom 1. Januar 2021 bis zum 14. Juli 2021 war er der von Recep Tayyip Erdoğan eingesetzte Rektor der Bosporus-Universität. Am 15. Juli 2021 wurde er nach monatelangen Protesten ohne Nennung eines Grundes von seinem Posten abberufen.

## Karriere

### Bildung und Beruf
1992 schloss Melih Bulu sein Studium des Wirtschaftsingenieurswesens an der Technischen Universität des Nahen Ostens ab. Später machte er seinen Master an der Bosporus-Universität im Finanzwesen und promovierte in dem Fach auch im Bereich Management und Organisation. Anschließend arbeitete er als Ingenieur bei FMC-Nurol und bei TUSAŞ. Später arbeitete er als Direktionsassistent bei P&G.

### Politische Karriere
Bulu hat den Ableger der Regierungspartei AKP in Sarıyer im Jahr 2002 gegründet. Im Jahr 2009 bewarb er sich innerparteilich als Kandidat für die Ortsbürgermeisterwahlen in Ataşehir, wurde jedoch nicht nominiert. 2015 scheiterte seine innerparteiliche Nominierung als Kandidat für den 1. Wahlkreis in Istanbul.

### Akademische Karriere

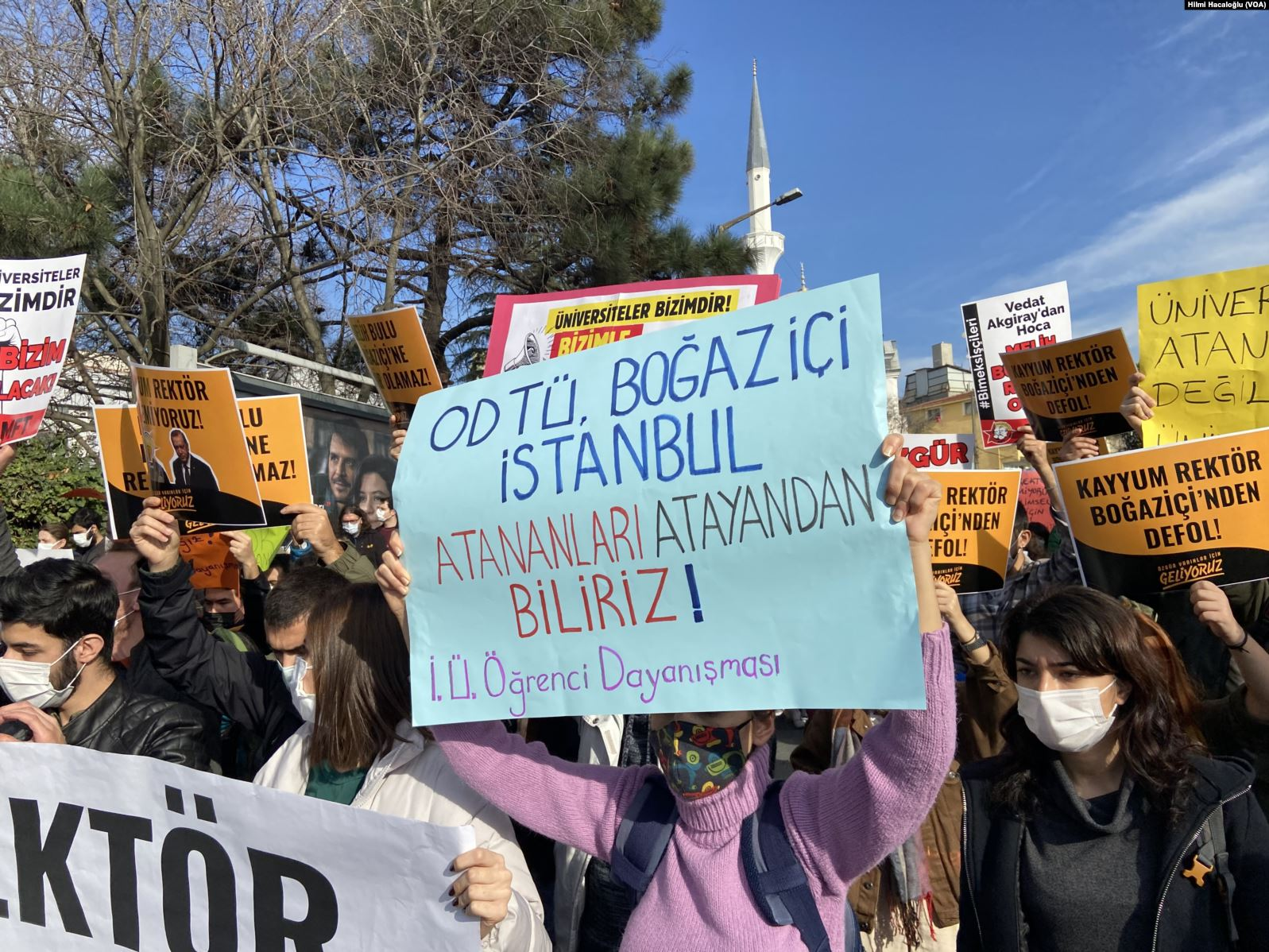
Proteste gegen Bulu als Rektor (2021)

Bulu arbeitete von 2003 bis 2010 an der Bosporus-Universität und der privaten Istanbuler Handels-Universität als Teilzeitkraft und unterrichtete Business-Strategie und Spieltheorie. Als Vollzeitakademiker arbeitete er dann ab dem Jahr 2009. Den Titel außerordentlicher Professor erhielt er im Jahr 2008. Die Professur folgte im Jahr 2016. Zwischen 2010 und 2014 arbeitete er in einer leitenden Funktion an der ehemaligen privaten Istanbuler Stadtuniversität im Bereich der Business-Administration. Als Gründungsrektor arbeitete er an der Istinye-Universität von 2016 bis 2019. Ebenfalls als Rektor arbeitete er zuletzt 2020 an der privaten Haliç-Universität. Am 1. Januar 2021 wurde er von Präsident Erdoğan als Rektor der Bosporus-Universität eingesetzt, der Bulu aus einer Liste auswählte, die ihm durch den Hochschulrat der Türkei (YÖK) vorgelegt worden war. Seine Ernennung wurde von Protesten begleitet.
Nach dieser Ernennung wurden Bulus akademische Arbeiten in der Öffentlichkeit diskutiert. So wurde ihm beispielsweise vorgeworfen, er habe in Teilen seiner Doktorarbeit plagiiert oder in dem 2011 veröffentlichten Artikel Measuring competitiveness of cities: Turkish experience von einem anderen Artikel abgeschrieben. Bulu selbst wies diese Vorwürfe als Verleumdung zurück, gestand aber gleichzeitig ein, dass in seiner Arbeit manchmal Anführungszeichen fehlen würden. Diese zu setzen, sei zu der Zeit, als er die Texte verfasst habe, auch nicht nötig gewiesen. Die jeweiligen Quellen, aus denen er die Informationen für seine Texte genommen habe, seien am Ende der Texte ausgewiesen. Auch 23 Tage nach seiner Ernennung weigerten sich jegliche Akademiker der Universität mit Bulu als Vizerektor zusammenzuarbeiten. Nach der Festnahme von vier Studierenden postete Bulu um 1:00 Nachts zunächst einen Tweet, der eine homophobe Äußerung beinhaltete. Diesen zog er wenige Stunden später wieder zurück. Bulu ließ kurz darauf den LGBT-Club der Universität (BÜLGBTI), der dort lange schon existiert hatte, schließen.
Am 15. Juli 2021 wurde Melih Bulu als Rektor durch den türkischen Präsidenten abberufen. Bulus bisheriger Stellvertreter Mehmet Naci İnci wurde kommissarisch zum Rektor berufen.